# Nabelarterie

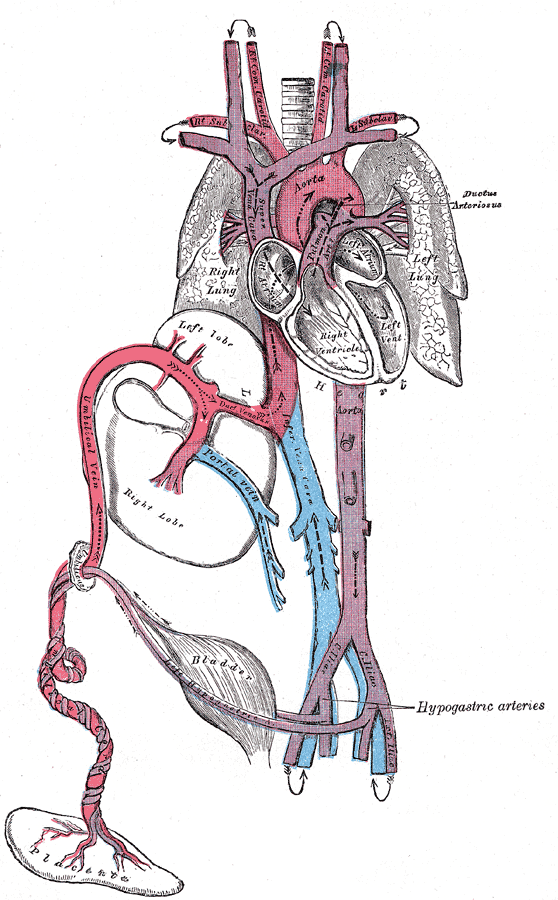
Fetaler Blutkreislauf

Als Nabelarterie (Arteria umbilicalis) bezeichnet man ein paariges arterielles Blutgefäß, welches mit der Nabelvene den Nabel passiert. Die beiden Nabelarterien entstehen als Eingeweideäste der Aorta. Durch Bildung einer Anastomose mit der fünften Lendenarterie entsteht dann eine wandseitige (parietale) Wurzel und damit die beiden definitiven Arteriae umbilicales. Sie ziehen entlang des Urachus (Urharngang) zum Nabel und führen beim Fetus sauerstoffarmes Blut zur Plazenta. Das Pulsieren der Nabelarterien wird als Nabelpuls bezeichnet. Er ist ein Lebenszeichen des Fötus.
Da die beiden fünften Lendenarterien sich zur jeweiligen Arteria iliaca entwickeln, entspringt die Arteria umbilicalis postnatal beidseits aus der Arteria iliaca interna, bei Pferden sogar erst aus der Arteria pudenda interna. Der ursprungsferne (distale) Abschnitt der Nabelarterien verschließt sich (obliteriert) nach der Geburt und wird zu zwei strangartigen Bändern (Ligamenta umbilicalia medialia, in der Veterinäranatomie Ligamenta teretia vesicae), die in den seitlichen Bändern der Harnblase verlaufen. Beim Menschen liegen die obliterierten Nabelarterien in der Plica umbilicalis medialis, welche die Fossa inguinalis medialis zur Mitte hin begrenzt. 
Der ursprungsnahe (proximale) Abschnitt führt auch beim Erwachsenen noch Blut und versorgt die Harnblase (Arteria vesicalis superior) und Samenleiter, bei weiblichen Paarhufern auch große Teile der Gebärmutter (Arteria uterina).